# セントラル・パーク・タワー
セントラル・パーク・タワー (Central Park Tower) は、ニューヨーク市マンハッタン区ミッドタウン57丁目の住宅用超高層ビルである。ノードストローム・タワー (Nordstrom Tower) としても知られている。この商業／住宅複合用途ビルの開発事業主はエクステル・デベロップメント・カンパニーと中国の上海城投集団である。完成時の全高は同市内で1 ワールドトレードセンターに次ぐ高さである130階建て（うち95階は居住区）の1,550フィート (472 m)であり、ウィリス・タワーを超えてアメリカ合衆国および西半球で軒高（ビル本体の屋根の地上高）が最も高いビルであり、432 パーク・アベニューを超えて世界で最も高いマンションである。

## デザイン
このビルの設計はエイドリアン・スミス+ゴードン・ギル・アーキテクチャーが行い、上海のジンマオタワーやドバイのブルジュ・ハリファなどの設計で有名なアメリカ人建築家のエイドリアン・スミスがその指揮を執った。1-7階はアンカーストアとしてノードストロームのデパートとなる。8-12階は住居者のためのアメニティスペースとなる。
2015年4月20日に公式のデザイン図がNew York YIMBY上に公開され、同年6月25日に装飾のための尖塔がデザインから除かれた。

## テナント
- Ground: ロビー、小売
- Floors 1-7: ノードストローム
- Floors 8-12: ホテル
- Floors 13-35: 住居
- Floor 36: スカイガーデン
- Floors 37-75: 住居
- Floor 76: ラウンジ
- Floor 77-95: 住居
- Floors 95-130: メカニカル